# Augustine (film)
Pour les articles homonymes, voir Augustine.
Pour plus de détails, voir Fiche technique et Distribution.
Augustine est un film français écrit et réalisé par Alice Winocour, sorti en 2012.

## Synopsis
En 1885, Augustine, jeune fille atteinte d'hystérie, rencontre le professeur Jean-Martin Charcot qui démontre devant l'Académie de Médecine que l'hypnose permet d'en déclencher tous les symptômes. Elle lui permet de constater que des traumatismes émotionnels sont, au moins en partie, responsables de l'installation de la maladie. Il montre aussi que les symptômes nerveux dont Augustine est le siège ont une valeur particulière (psychodynamique) qui ne peut se ramener à des lésions anatomiques précises.
Le personnage s'inspire de Louise Augustine Gleizes, patiente de Charcot à l'hôpital de la Salpétrière.

## Fiche technique
- Titre : Augustine
- Réalisation : Alice Winocour
- Scénario : Alice Winocour
- Direction artistique : Arnaud de Moleron
- Décors : Arnaud de Moléron
- Costumes : Pascaline Chavanne
- Photographie : Georges Lechaptois
- Montage : Julien Lacheray
- Musique : Jocelyn Pook
- Production : Isabelle Madelaine et Émilie Tisné
- Société de production : Dharamsala
- Directeur de production : Nicolas Picard
- Société de distribution : ARP Sélection
- Pays d'origine :  France
- Langue originale : français
- Format : couleur - 1.85 : 1 - 35 mm - Dolby SRD, Dolby Digital
- Genre : drame
- Durée : 102 minutes
- Date de sortie :
  -  France : 7 novembre 2012

## Distribution
- Vincent Lindon : Jean-Martin Charcot
- Soko : Augustine
- Chiara Mastroianni : Constance Charcot, épouse de Jean-Martin
- Olivier Rabourdin : Bourneville, assistant de Charcot
- Roxane Duran : Rosalie, amie et collègue d'Augustine
- Lise Lametrie : l'infirmière principale
- Sophie Cattani : Blanche
- Grégoire Colin : Verdan
- Ange Ruzé : Pierre
- Stéphan Wojtowicz : Conti
- Grégory Gadebois : un mondain
- Jean-Claude Baudracco : le chef cuisinier
- Audrey Bonnet : Aimée
- Frans Boyer : le secrétaire Conti
- Aurore Broutin : la malade illuminée
- Jeanne Cohendy : Mélanie, domestique des Charcot
- Valentine Herrenschmidt : Marguerite
- Déborah Révy : ?

## Production

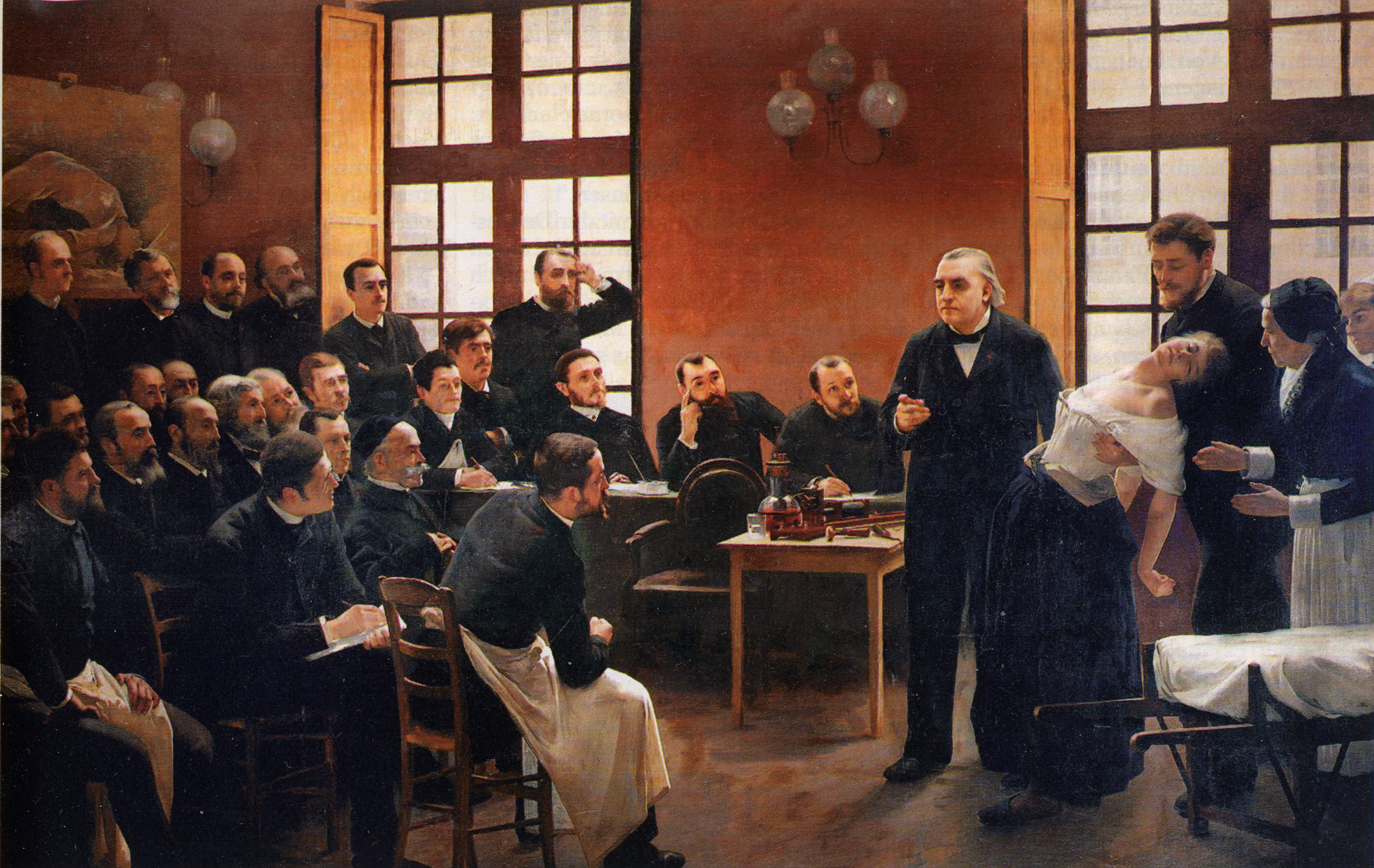
Le tableau d'André Brouillet.

« À l'origine du film, il y a une image…

Le tableau d'André Brouillet Le Docteur Charcot à la Salpêtrière qui représente des hommes habillés en costume trois pièces regardant une femme comme un animal traqué. Je trouvais qu'il y avait quelque chose de très violent dans cette situation ; des hommes habillés et une femme presque livrée en pâture. Cette atmosphère sulfureuse de la Salpêtrière, ce mélange du côté médical et l’érotisme latent derrière l’alibi médical m’a fascinée. »

— Interview d'Alice Winocour sur le site Grand Écart
- La réalisatrice-scénariste a travaillé à partir de lectures (La Guérison par l'esprit de Stefan Zweig, notamment), mais aussi en épluchant les archives de Charcot[2].

## Accueil
« Augustine est le premier film le plus maîtrisé que l'on ait vu depuis longtemps. Chaque plan est cadré avec une précision méticuleuse, chaque décor, chaque costume sont choisis avec un soin maniaque. Tout est calculé. Presque trop. Même si elle voulait faire ressentir, à chaque instant, le lent étouffement, l'asphyxie permanente des personnages, on eût aimé, tout de même, que la réalisatrice laissât deviner dans sa mise en scène — de temps à autre, au moins ! — un petit souffle de liberté. Or, non... »

— Pierre Murat, Télérama, 7 novembre 2012

« Winocour raconte, par une reconstitution soyeuse et minimaliste, l'histoire d'une re-possession : comment, grâce à la sexualité, la jeune fille va regagner son corps, s’affirmer comme sujet. Sur la stricte question de la représentation du corps (dé)possédé, Winocour fait même mieux que trois cinéastes pourtant expérimentés : David Cronenberg (A Dangerous Method), Abdellatif Kechiche (Vénus noire), Darren Aronofsky (Black Swan). »

— Les Inrocks, 6 novembre 2012

« S'inspirant donc de faits réels, le film construit une fiction qui relate avec une grande économie de moyens ce moment ambigu où l'homme de science, censé guérir sa jeune malade, ne cesse en réalité de lui demander de perdurer dans sa pathologie qui seule peut lui octroyer les subsides de l’Académie de sciences et une notoriété toujours plus retentissante. »

— Didier Péron, Libération, 6 novembre 2012

## Promotion
Augustine a été présenté le 19 mai 2012 au Festival de Cannes ainsi que le 4 juillet 2012 au Festival international du film de La Rochelle et le 24 août 2012 au Festival du film francophone d'Angoulême.

## Distinctions

### Récompense
- 2011 : le film Augustine a reçu l'aide à la création de la Fondation Gan pour le cinéma [6].

### Nomination
- César 2013 : César du meilleur premier film